# Formel-Nippon-Saison 2010
Die Formel-Nippon-Saison 2010 war die 24. Saison der Formel Nippon. Sie umfasste insgesamt sieben Rennwochenenden. Die Saison begann am 18. April 2010 und endete am 7. November 2010 in Suzuka. João Paulo de Oliveira entschied die Fahrerwertung für sich.

## Starterfeld
Alle Teams fahren mit Chassis der Firma Swift Engineering.
| Team                         | Nr. | Fahrer                 | Motor  | Rennen |
| ---------------------------- | --- | ---------------------- | ------ | ------ |
| Docomo Team Dandelion Racing | 1   | Loïc Duval             | Honda  | 1–8, F |
| Docomo Team Dandelion Racing | 2   | Takuya Izawa           | Honda  | 1–8, F |
| Kondo Racing                 | 3   | Tsugio Matsuda         | Toyota | 4–8, F |
| Team LeMans                  | 7   | Kei Cozzolino          | Toyota | 1–8, F |
| Team LeMans                  | 8   | Hiroaki Ishiura        | Toyota | 1–8, F |
| HFDP Racing                  | 10  | Kōdai Tsukakoshi       | Honda  | 1–8, F |
| Motul Team                   | 16  | Yūji Ide               | Honda  | 1–8, F |
| KCMG                         | 18  | Katsuyuki Hiranaka     | Toyota | 1–8, F |
| Team Impul                   | 19  | João Paulo de Oliveira | Toyota | 1–8, F |
| Team Impul                   | 20  | Kōhei Hirate           | Toyota | 1–8, F |
| Deliziefollie/Cerumo-Inging  | 29  | Takuto Iguchi          | Toyota | 1–8, F |
| Nakajima Racing              | 31  | Naoki Yamamoto         | Honda  | 1–8, F |
| Nakajima Racing              | 32  | Takashi Kogure         | Honda  | 1–8, F |
| Petronas Team TOM’S          | 36  | André Lotterer         | Toyota | 1–8, F |
| Petronas Team TOM’S          | 37  | Kazuya Ōshima          | Toyota | 1–8, F |

- F: Teilnahme am nicht zur Meisterschaft zählenden Rennwochenende in Fuji.

## Rennkalender
Die Saison 2010 umfasste acht Rennen. Die letzten zwei Rennen wurden an einem Rennwochenende ausgetragen. Zusätzlich fanden nach der Saison zwei nicht zur Meisterschaft zählende Läufe in Fuji statt.
| Nr. | Datum         | Rennstrecke | Sieger                 | Zweiter                | Dritter                |
| --- | ------------- | ----------- | ---------------------- | ---------------------- | ---------------------- |
| 1.  | 18. April     | Suzuka      | Takashi Kogure         | João Paulo de Oliveira | André Lotterer         |
| 2.  | 23. Mai       | Motegi      | João Paulo de Oliveira | Kōdai Tsukakoshi       | André Lotterer         |
| 3.  | 18. Juli      | Fuji        | Kōhei Hirate           | André Lotterer         | João Paulo de Oliveira |
| 4.  | 8. August     | Motegi      | Loïc Duval             | Takashi Kogure         | Kōhei Hirate           |
| 5.  | 26. September | Sugō        | Kazuya Ōshima          | Loïc Duval             | André Lotterer         |
| 6.  | 17. Oktober   | Kamitsue    | André Lotterer         | João Paulo de Oliveira | Hiroaki Ishiura        |
| 7.  | 7. November   | Suzuka      | Loïc Duval             | Takashi Kogure         | André Lotterer         |
| 8.  | 7. November   | Suzuka      | João Paulo de Oliveira | André Lotterer         | Takashi Kogure         |
| —   | 13. November  | Fuji        | André Lotterer         | Kazuya Ōshima          | Kōdai Tsukakoshi       |
| —   | 14. November  | Fuji        | André Lotterer         | Naoki Yamamoto         | Yūji Ide               |

## Wertung
Die Punkte in der Formel Nippon wurden 2010 bei den ersten sechs Rennen nach folgendem System vergeben: 10-8-6-5-4-3-2-1. Bei den Rennen sieben und acht galt folgendes System: 8-4-3-2,5-2-1,5-1-0,5. Zusätzlich wurde in der Formel Nippon ein Punkt für die Pole-Position vergeben. 

### Fahrerwertung
Stand: Saisonende
| Pos. | Fahrer                 | Punkte |
| ---- | ---------------------- | ------ |
| 1.   | João Paulo de Oliveira | 47,5   |
| 2.   | André Lotterer         | 43,0   |
| 3.   | Loïc Duval             | 39,5   |
| 4.   | Takashi Kogure         | 38,0   |
| 5.   | Kōhei Hirate           | 25,5   |
| 6.   | Kazuya Ōshima          | 24,0   |
| 7.   | Naoki Yamamoto         | 20,5   |
| 8.   | Hiroaki Ishiura        | 16,0   |

| Pos. | Fahrer             | Punkte |
| ---- | ------------------ | ------ |
| 9.   | Kōdai Tsukakoshi   | 9      |
| 10.  | Kei Cozzolino      | 8      |
| 11.  | Takuya Izawa       | 7      |
| 12.  | Katsuyuki Hiranaka | 4      |
| 13.  | Takuto Iguchi      | 3      |
| 14.  | Yūji Ide           | 1      |
| 15.  | Tsugio Matsuda     | 1      |